# Ljubow
Ljubow oder Ljubóv (russisch Любовь, Ljubóvʹ, IPA: [lʲʊˈbofʲ]) ist ein weiblicher russischer Vorname.

## Herkunft und Bedeutung
Ljubow ist das russische Wort für „Liebe“. Er ist einer der drei nach den christlichen Tugenden benannten russischen Vornamen neben Wera  (Glaube) und Nadeschda (Hoffnung). 
Die Koseformen von Ljubow sind Ljuba, Luba und Ljubotschka sowie Lilja, Liletschka und Lelja.
Eine deutsche Variante ist der Vorname Lubina, der sorbische, aber auch ostfriesische-niederländische Wurzeln hat.

## Namensträgerinnen
- Ljubow Issaakowna Axelrod (1868–1946), russische Revolutionärin und Philosophin
- Ljubov Belych (* 1961), russische Malerin
- Ljubow Alexandrowna Bruletowa (* 1973), russische Judoka
- Ljubow Wiktorowna Burda (* 1953), sowjetische Kunstturnerin und zweifache Olympiasiegerin
- Ljubow Anatoljewna Charlamowa (* 1981), russische Hindernisläuferin
- Ljubow Denissowa (* 1971), russische Marathonläuferin
- Ljubow Iwanowna Dobrschanskaja (1906–1980), russische Theater- und Kinoschauspielerin
- Ljubow Fjodorowna Dostojewskaja (1869–1926), russische Schriftstellerin, Tochter von Dostojewski
- Ljubow Filimonowa (* 1988), für Kasachstan startende russische Biathletin
- Ljubow Wladimirowna Galkina (* 1973), russische Sportschützin
- Ljubow Michailowna Gurina (* 1957), russische Leichtathletin
- Ljubow Harkavy-Landau (1877–1941), sowjetische Ärztin, Physiologin, Pharmakologin und Hochschullehrerin
- Ljubow Iwanowna Iljuschetschkina (* 1991), russisch-kanadische Eiskunstläuferin
- Ljubow Iwanowna Jegorowa (* 1966), russische Skilangläuferin
- Ljubow Jewgenjewna Jermolajewa (* 1975), russische Biathletin
- Ljubow Jurjewna Kasarnowskaja (* 1956), russische Opernsängerin
- Ljubow Klotschko (* 1959), sowjetische Marathonläuferin
- Ljubow Wladimirowna Kosyrewa (1929–2015), russische Skilangläuferin
- Ljubow Kremljowa (* 1961), russische Mittel- und Langstreckenläuferin
- Ljubow Alexejewna Ljadowa (* 1952), sowjetische Skilangläuferin
- Ljubow Wassiljewna Morgunowa (* 1971), russische Marathonläuferin
- Ljubow Alexejewna Muchatschowa (* 1947), sowjetische Skilangläuferin
- Ljubow Iwanowna Nikitenko (* 1948), sowjetische Hürdenläuferin
- Ljubow Igorewna Nikitina (* 1999), russische Freestyle-Skierin
- Ljubow Petrowna Orlowa (1902–1975), sowjetische Schauspielerin und Sängerin
- Ljubow Felixowna Panjutina (* 1970), russische Naturbahnrodlerin
- Ljubow Sergejewna Petrowa (* 1984), russische Biathletin
- Ljubow Grigorjewna Polischtschuk (1949–2006), russische Schauspielerin
- Ljubow Andrejewna Poljanskaja (* 1989), russische Triathletin
- Ljubow Sergejewna Popowa (1889–1924), russische Malerin
- Ljubow Petrowna Russanowa (* 1954), sowjetisch-russische Schwimmerin
- Ljubow Sergejewna Sabolotskaja (* 1956), sowjetische Skilangläuferin
- Ljubow Grigorjewna Schewzowa (1924–1943), russische Partisanin, die als Widerstandskämpferin gegen die deutsche Wehrmacht und den Nationalsozialismus kämpfte
- Ljubow Andrejewna Schutowa (* 1983), russische Degenfechterin
- Ljubow Eduardowna Sobol (* 1987), russische Politikerin und Juristin
- Ljubow Wladimirowna Sokolowa-Schaschkowa (* 1977), russische Volleyballspielerin
- Ljubow Wladimirowna Starikowa (* 1996), russische Naturbahnrodlerin
- Ljubow Borissowna Timofejewa (* 1951), russische Pianistin und Hochschullehrerin
- Ljubow Uschakowa (* 1997), kasachische Sprinterin
- Ljubow Michailowna Wolossowa (* 1982), russische Ringerin

## Ortsname
- Ljubow (Ukraine), Dorf in der Oblast Dnipropetrowsk, Rajon Dnipro

## Anmerkung
1. ↑  Vgl. Katka Räber-Schneider: Ljubóv Fjodorowna Dostojewskaja (1869–1926). In: Luise F. Pusch (Hrsg.): Töchter berühmter Männer. Neun biographische Portraits (= Insel TB. Band 979). Frankfurt am Main 1988, ISBN 3-458-32679-0, S. 421–450, hier: S. 423.